# نموذج

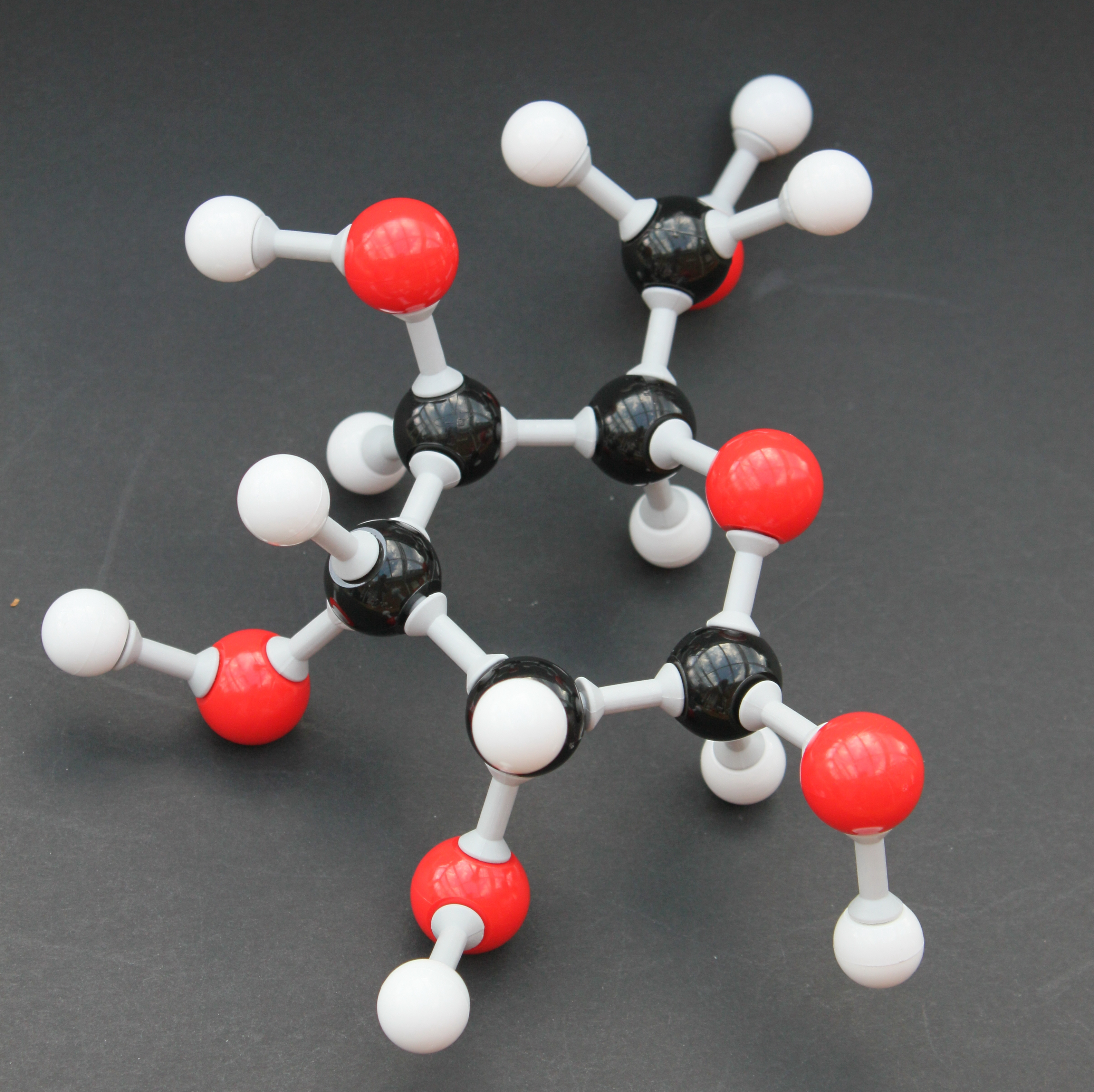
نموذج للجزيء الكيميائي، الكرات الملونة تمثل الذرات المختلفة

النموذج أو الطراز هو تمثيل معرفي لشيئ أو شخص أو نظام ما، ويستخدم النموذج لوصف تركيب أو وظيفة شيئ ما، أو لتقريب المفاهيم والأفكار، وتُعتبر النماذج المجردة عنصرًا أساسيًا في فلسفة العلوم.  
ينبغي عدم الخلط بين النموذج والنظرية في سياق البحث العلمي والعلوم التطبيقية، ففي حين أن النموذج يعطي تمثيل معرفي للواقع بهدف فهم شيئ ما أو التنبؤ بسلوكه بشكل أفضل، فإن النظرية تدعي أنها تعطي تفسيرا للواقع. 